# Malacacheta
Malacacheta is een gemeente in de Braziliaanse deelstaat Minas Gerais. De gemeente telt 18.181 inwoners (schatting 2009).

## Moord op vier kleuters
In April 1955 voltrok zich op goede vrijdag een groot drama. Vier kleuters werden door leden van een religieuze sekte, de adventkerk van de belofte, aan hun voeten opgehangen en met stokslagen gedood. Zeven andere kinderen werden gegeseld. Enkele ouders deden ijverig mee. Het gold als magisch ritueel.

## Aangrenzende gemeenten
De gemeente grenst aan Água Boa, Angelândia, Franciscópolis, Ladainha, Poté en Setubinha.
1. ↑  Castaldi, Carlo, De verschijning van de duivel in Catulé. Estudos de sociologia e história (1957). Gearchiveerd op 13 mei 2021. Geraadpleegd op 11-6-2021.